# Jacob Vestergaard
Jacob Vestergaard (Akrar, 1961. április 7. –) feröeri politikus, a Fólkaflokkurin tagja. 2003 és 2015 között több alkalommal töltött be különböző miniszteri posztokat.

## Pályafutása
Vestergaard végzettségére nézve rendőr, és eredetileg szakmájában dolgozott. 1993-tól 2003 februárjáig, illetve 2004-ben Sumba község polgármestere volt. 2001-től 2003 februárjáig a Føroya Kommunufelag elnöki tisztét is betöltötte.
2003. február 17-től 2004-ig halászati, 2005 decemberétől 2007 novemberéig pedig belügyminiszter volt. Utóbbi posztjáról azért mozdították el, mert szerepet játszott a Strandfaraskip Landsins közösségi közlekedési társaság székhelyének Suðuroyra költöztetésében, ahol ő maga ma is él.

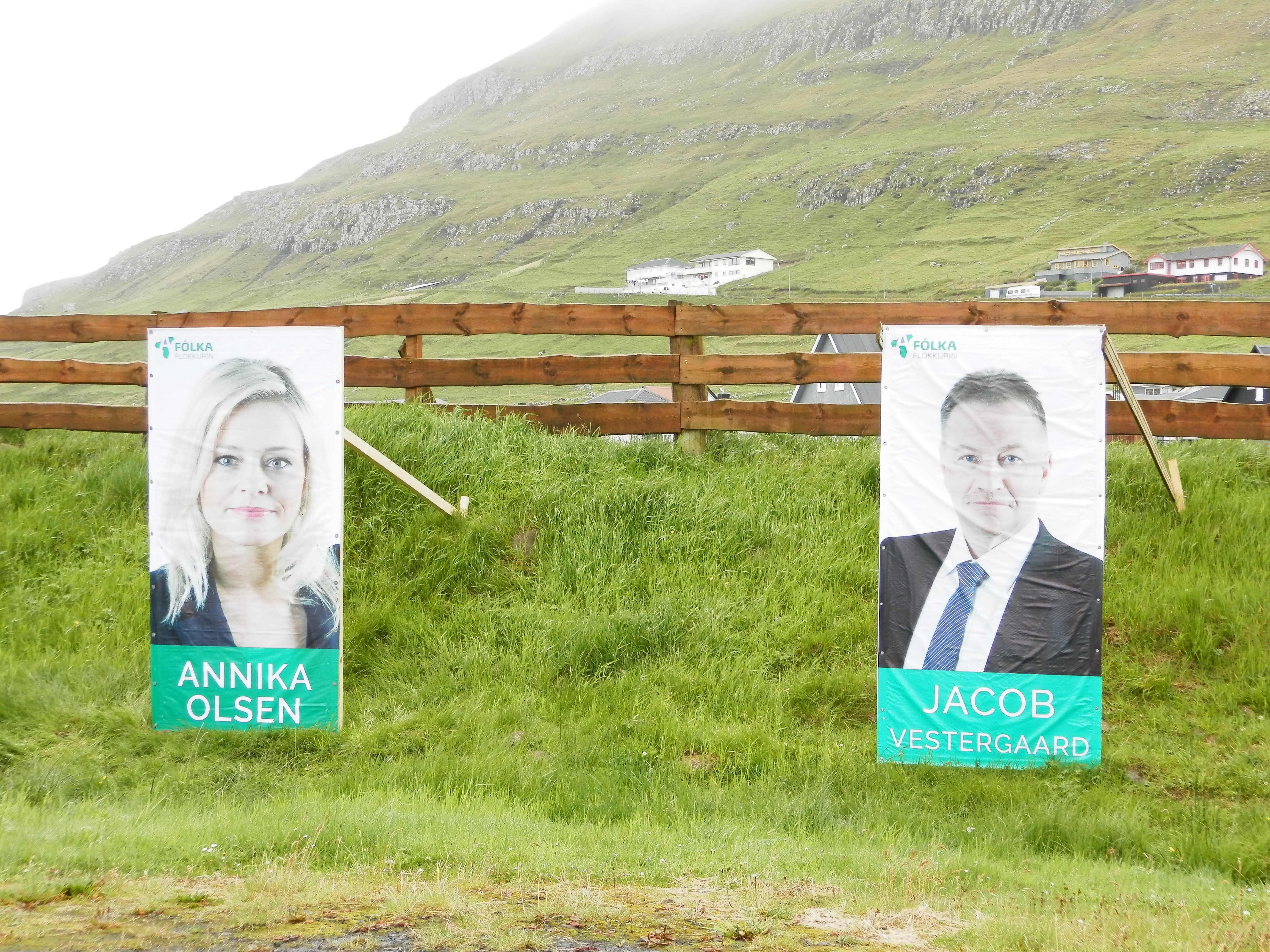
Kampányplakátja a 2015-ös választások előtt

2008-ban beválasztották a Løgtingbe, amelynek azonban csak szeptember 26-ig volt tagja, mivel ekkor halászati miniszteri posztot kapott Kaj Leo Johannesen kormányában. 2011 februárjában átvette a külügyi tárcát is, áprilisban azonban pártjával együtt kilépett a kormányból. 2012. február 15-től 2015. szeptember 15-ig ismét halászati miniszter volt.

## Magánélete
Szülei Gudrid szül. Kjærbo és Jens Vestergaard. Felesége Sólfríð Vestergaard. Négy gyermekük van: Jan, Rói, Guðrið és Vár.

## Fordítás
- Ez a szócikk részben vagy egészben a Jacob Vestergaard című norvég Wikipédia-szócikk ezen változatának fordításán alapul.  Az eredeti cikk szerkesztőit annak laptörténete sorolja fel. Ez a jelzés csupán a megfogalmazás eredetét és a szerzői jogokat jelzi, nem szolgál a cikkben szereplő információk forrásmegjelöléseként.